# Staatsinstitut für Familienforschung an der Universität Bamberg
Das Staatsinstitut für Familienforschung an der Universität Bamberg (ifb) ist ein sozialwissenschaftliches Forschungsinstitut. Es untersucht die Lebensbedingungen von Familien, wie Familienleben gestaltet wird und wie sich die Lebensumstände und Lebensweisen von Familien verändern. Zu seinen Aufgabenbereichen gehören Grundlagenforschung, angewandte Forschung und Politikberatung.

## Geschichte
Die Gründung erfolgte 1994. Das Institut ging aus dem „Staatsinstitut für Frühpädagogik und Familienforschung“ (ifp) hervor. Aus diesem wurde 1993 der Bereich der Familienforschung nach Bamberg ausgegliedert, und auf Initiative des ersten Leiters Laszlo Vaskovics 1994 als das heutige ifb an die Otto-Friedrich-Universität Bamberg angegliedert.
Zwischen 2003 und 2012 leitete Hans-Peter Blossfeld das Institut. Seit 2012 ist Henriette Engelhardt-Wölfler Institutsleiterin.

## Organisationsstruktur
Das ifb ist ein wissenschaftlich unabhängiges Institut. Es ist sowohl eine nachgeordnete Behörde des Bayerischen Staatsministeriums für Familie, Arbeit und Soziales (StMAS) als auch An-Institut der Otto-Friedrich-Universität Bamberg.
Am ifb forscht ein interdisziplinäres Team, das sich auf das Fachgebiet Familienforschung spezialisiert hat. Geleitet wird das Institut von Henriette Engelhardt-Wölfler, Inhaberin der Professur für Demografie an der Otto-Friedrich-Universität Bamberg. Die stellvertretende Leitung und damit die Geschäftsführung hat Sandra Krapf inne.
Begleitet wird die Arbeit durch den Institutsrat, der u. a. über das Jahresarbeitsprogramm, Drittmitteleinwerbungen sowie über die Besetzung wissenschaftlicher Stellen entscheidet.

## Schwerpunkte

### Arbeitsbereiche
Die Grundlagenforschung am ifb dient dazu, das Wissen über die Entwicklungen und Strukturen von Familien zu erweitern. Darunter fällt die Überprüfung und Weiterentwicklung von Theorien, empirischen Methoden und Erhebungsinstrumenten.
In den Bereich der angewandten Forschung fallen Projekte der wissenschaftlichen Begleitforschung und die Evaluation von Modellprojekten. Im Zuge dieser Projekte entwickelt das ifb Leitfäden, Handreichungen und Broschüren für die Fachpraxis.
Eine dritte Säule bildet die Politikberatung. Hierzu zählt die Ausarbeitung von Stellungnahmen und Gutachten zu Fragen der Familienentwicklung oder der Lebenssituation von Familien. Das ifb berät neben dem Träger, das Bayerische Staatsministerium für Arbeit und Soziales, Familie und Integration (StMAS), auch andere Einrichtungen auf Bundes-, Landes-, Kommunal- und Verbandsebene, die sich direkt oder indirekt mit Familie befassen. Darüber hinaus organisiert das ifb familienpolitische Foren und Initiativen, fertigt Expertisen an und stellt Informationen für verschiedene Akteure bereit.
Das ifb ist Herausgeber des seit 2019 ausschließlich in englischer Sprache erscheinenden Journal of Family Research (JFR). Zuvor erschien die Zeitschrift zweisprachig als Zeitschrift für Familienforschung/Journal of Family Research (ZfF/JFR).

### Forschungsbereiche
Am ifb gibt es verschiedene Forschungsbereiche, diese sind derzeit:
- Familienberichterstattung,
- Bedarfe, Bildung und Beratung von Familien und Fachpraxis,
- Alltag und Wohlergehen von Familien.